# Исламоведение
Исламове́дение — религиоведческая дисциплина, изучающая ислам: его догматику, историю, культуру, право, экономику мусульманских народов и пр. Исламоведение не занимается апологетикой, а служит источником непредвзятой информации об исламе, духовных ценностях и ориентирах его последователей.
На отделениях исламоведения в университетах наряду с исламоведческими дисциплинами глубоко изучают арабскую письменность и язык, а также персидский, турецкий и другие языки народов, по преимуществу исповедующих ислам.

## Определение
В соответствии с определением, предложенным в Советской исторической энциклопедии авторами Е. А. Беляевым и Н. А. Смирновым, исламоведение представляет собой научную дисциплину, нацеленную на критическое исследование ислама, а также связанных с ним общественных и политических организаций, религиозно-правовых систем и школ в прошлом и настоящем. В электронной «Исламской энциклопедии» термин «исламоведение» определяется как самостоятельный подраздел востоковедения, посвящённый изучению истории возникновения и распространения ислама, а также источников его вероучения и воздействия на процессы общественного развития.
Вместе с термином «исламоведение» также используются термины «исследования ислама» (англ. studies of Islam), «исламские исследования» (англ. Islamic studies) и другие. Название этих дисциплин не ограничивается содержанием термина «исламоведение», который обладает устоявшейся традицией логической организации сопоставимых и смежных знаний. Наименование «исламистика» (англ. Islamistics) возникло из попыток христианского осмысления ислама с применением догматов католицизма. В отличие от исламистики, охватывающей разнообразные рационально-эмпирические взгляды, художественно-эстетические образы и мистические представления об исламе, академическое исламоведение представляет собой систематизированные, рационально обоснованные и последовательные знания о значении и сущности ислама.

## История
Исламоведение, как самостоятельная наука, зародилось после более чем столетнего периода изучения истории ислама востоковедами, такими как Алоис Шпренгер, Густав Вейль, Антуан Исаак Сильвестр де Саси, Теодор Нёльдеке, Вильям Мьюр, Август Мюллер, а ранее, в конце XVIII века, историком христианства Эдвардом Гиббоном. Эти исследователи рассматривали ислам не только как религию, но в первую очередь как государственно-политическую организацию и культурное явление, связывая возникновение ислама с личностью его «основателя» Мухаммеда.
Формирование исламоведения как самостоятельной научной дисциплины произошло во второй половине XIX века в Европе. Первые влиятельные европейские исламоведы, в частности Альфред фон Кремер, Мартин Хартманн, Рейнхарт Дози, рассматривали развитие исламской идеологии в абстракции от порождающих её социальных отношений. Такой метод применялся также Игнацем Гольдциером и Христианом Снук-Хюргронье, чьи исследования внесли существенный вклад в критику мусульманских священных преданий, особенно хадисов.

## Научный статус
Исламоведение может рассматриваться как самостоятельная наука, как «комплексное научное направление, объединяющее исследования, принадлежащие к предмету разных наук», так и как многомерная «совокупность наук, изучающих ислам». Тем не менее в современной научной литературе встречаются скептические взгляды относительно самостоятельного научного статуса исламоведения. Некоторые учёные подчеркивают, что не каждое направление исламоведения может быть рассматриваемо как строго научное, поскольку в данной области могут сосуществовать публицистические изложения, литературно-художественные повествования и мировоззренческие взгляды. Р. И. Якупов, например, считает нецелесообразным признание исламоведения наукой, указывая на неопределённость объекта и предметной области этой дисциплины, отсутствие чёткого научного и терминологического аппарата, а также отсутствие выделенных специфических закономерностей в этой области.
Основной аргумент против признания научного статуса исламоведения заключается в том, что науке недоступны средства для объективной проверки содержательных аналогов религиозной веры и других форм субъективного опыта.